# 石联村
石联村是中华人民共和国广东省广州市从化区太平镇所辖的一个行政村。村委会设在石龙，位于神岗圩西面约13千米。1953年成立合作社时，石古坝及茶油缸一带的自然村合并建设，取名为石联。1958年人民公社化时成立石联大队。1983年12月并入上岗乡，1987年1月分出改称村。辖13条自然村（石龙、石古坝、白亚冚、大坑、大坪、赤火𮳕、福胜村、杨梅塘、白石岭、马骝山、九头、黄茅冚、牛牯掘）。1998年时，全村共有307户，人口1687人。